# Història de la ciència
La història de la ciència és el conjunt d'evolucions, invents i paradigmes teòrics que han tingut lloc a la història del coneixement científic. És una disciplina d'estudi que juntament amb la filosofia de la ciència i la sociologia intenten explicar el canvi científic lligant-los al context social on es produeixen. Com a tal, neix al segle xx, si bé sempre hi ha hagut referències al passat per explicar el present de la ciència.

## Història de la ciència a les primeres cultures
La història de la ciència a les primeres cultures estudia la protociència a la història antiga, prèvia al desenvolupament de la ciència a l'edat mitjana. Als temps prehistòrics, el consell i el coneixement es passava de generació en generació a través de la tradició oral. El desenvolupament de l'escriptura va permetre que el coneixement es pogués emmagatzemar i comunicar a través de generacions amb molta més fidelitat. Combinat amb el desenvolupament de l'agricultura, que va permetre disposar d'un excedent de menjar, fet que va possibilitar que les primeres civilitzacions es desenvolupessin i més temps per a dedicar-se a altres tasques que pas sobreviure, com la recerca de coneixement per pròpia curiositat.

### Ciència a Mesopotàmia
El desenvolupament de l'escriptura és condició indispensable per a la ciència avançada, que requereix càlculs matemàtics complexos. Per això les primeres manifestacions científiques es desenvolupen al voltant de Súmer. S'han trobat a Babilònia restes de tauletes amb les quatre operacions bàsiques i problemes que inclouen equacions. El sistema numèric és de base sexagesimal.
Consideraven que el perímetre d'una circumferència era tres vegades el seu diàmetre i tenien fórmules per calcular les àrees dels principals cossos en geometria. Van traçar les primeres cartes de constel·lacions, fet que implicava mesures angulars. Amb aquestes dades van crear el model de tots els calendaris posteriors. Els sacerdots eren instruïts en astrologia i astronomia i van influir en tota la ciència hel·lenística relacionada amb l'univers (és la tradició coneguda com a caldea). Destaca el nom de Seleucus, qui va proposar un model heliocèntric que no va ser acceptat pels seus contemporanis.
Els babilonis també van desenvolupar una comptabilitat avançada. Com que gran part dels intercanvis es feia amb els recursos naturals (minerals, plantes i animals o productes derivats), aviat va sorgir l'interès per classificar-los. Van crear el concepte de regne en biologia, dividint les espècies més properes en tipus que encara es conserven en la cultura popular. Amb aquest coneixement de l'entorn, van crear els primers remeis i consells agrícoles, que es transmetien per escrit.
Al camp de la geografia, han perdurat mapes mesopotàmics que inclouen distàncies aproximades, descripcions d'indrets i traçats del relleu, sens dubte per orientar les caravanes i expedicions comercials.

### Ciència a Egipte
Els egipcis van sobresortir en la geometria, forçats per la necessitat de mesurar unes terres canviants a causa de les crescudes del Nil. Els primers teoremes relacionats amb els triangles són de les primeres dinasties egípcies, així com el concepte del nombre pi. Es conserva un important document, el papir Rhind, on es detallen els mètodes de resolució dels problemes matemàtics més comuns. Aquests coneixements els van aplicar als àmbits de l'enginyeria i la construcció de les piràmides. Van crear també un sistema de numeració de base 10, si bé encara no era posiciomal
Van avançar en l'experimentació mèdica i si bé la majoria de remeis farmacològics han provat ser inefectius o fins i tot perjudicials, van desenvolupar el concepte de dosi i les primeres descripcions del cervell. Amb la momificació va desenvolupar-se l'anatomia interna. El primer document mèdic extens és el Papir Edwin Smith.
Van calcular amb precisió les efemèrides dels astres i el seu model del zodíac és la base de l'actual Es considera que l'alquímia va néixer a Egipte (pel déu Thoth). Van crear el vidre, el morter i el guix.
La biblioteca d'Alexandria reunia gran part del saber de l'època antiga fins que va desaparèixer cremada. Diverses cases del coneixement a les principals ciutats són una prova de l'interès egipci per la ciència.

### Ciència xinesa
Els xinesos van compendiar el seu saber matemàtic al document anomenat yijing, que inclou fórmules geomètriques i les primeres descripcions de l'àlgebra.
A la Xina es van dur a terme les primeres observacions d'eclipsis, meteors i supernoves, entre altres descobriments de l'astronomia. Van idear un zodíac propi, oposat a l'occidental, basat en els animals tradicionals i en la successió dels anys. Entre els seus invents destacats estan l'àbac, que va facilitar enormement el càlcul, i la brúixola, que va ajudar els viatgers a orientar-se.
En medicina van basar-se en els remeis vegetals i l'acupuntura, així com en l'equilibri dels humors interiors. Es creu que van predir la circulació de la sang (dins el model del Yin i Yang). Van inventar el paper i una impremta primitiva, que va servir per accelerar la difusió de les idees científiques i que no serien introduïts a Europa fins segles després.

### Ciència de l'Índia
Els indis van desenvolupar les xifres que s'usen avui dia majoritàriament (traslladades pels àrabs a Europa), així com el zero i el sistema de numeració posicional. Una escola jaïnista va crear el concepte de nombres binaris, usats en la informàtica moderna.
De la mateixa manera que els xinesos, creien que la major part de les malalties es devia a desequilibris. Per això l'ayurveda o medicina tradicional es basava a recuperar aquesta harmonia. Van destacar les seves observacions sobre el medi ambient com a font de salut o alteracions corporals.
Van ser els primers a desenvolupar les ciències humanes, com la lingüística. Van avançar també en el coneixement de les propietats del ferro, fet que els va permetre fondre metalls i crear objectes d'artesania i armes.

### Ciència del món clàssic
La ciència grega està fortament lligada a la filosofia, que comença a preguntar-se per l'origen racional del món exterior, abandonant en part les explicacions religioses imperants. Creien que l'univers era un cosmos ordenat i, per tant, que era possible conèixer-lo i explicar-lo, fet que va impulsar l'ensenyament i el conreu de la ciència. En aquests cercles educatius va sorgir el raonament deductiu, base del mètode científic. Hi destaca la figura de Pitàgores, que fins i tot considerava que l'origen de tot (arkhé) era el nombre, així com els noms d'Euclides o Tales.
Van postular que la Terra era rodona per primer cop (Eratòstenes). També van establir la primera classificació completa dels vegetals i minerals, introduint el concepte de taxonomia (Plini el Vell). Els elements clàssics, que serien l'essència de tot l'existent, neixen a Grècia.
En el camp de la medicina, van aportar complets tractats d'anatomia i tècniques de cirurgia. Demòcrit va afirmar que tota la matèria, inclosa la viva, estava formada per àtoms. Els metges grecs practicaven la dissecció de cadàvers i van descobrir l'existència del sistema nerviós.
Roma heretà la ciència grega i va desenvolupar les seves aplicacions pràctiques, especialment a l'enginyeria. El tractat de Ptolemeu sobre astronomia, per exemple, és un compendi del coneixement clàssic sobre l'univers. Galè, per la seva banda, va continuar les investigacions mèdiques gregues i va afirmar per primer cop que les artèries transportaven la sang.

## Ciència medieval

### Ciència europea
El desenvolupament de la ciència europea durant l'edat mitjana es va lligar als centres de cultura, dominats per religiosos cristians: els monestirs i les primeres universitats a partir del segle xii. Europa no va ser, però, líder en recerca durant aquest període, sinó que van dominar les adaptacions foranes i les controvèrsies entre fe i raó, és a dir, sobre l'estatut de la ciència i la seva relació amb l'ésser humà. Les principals contribucions van donar-se en el camp de la cinemàtica i la modernització agrícola.
Als s. X i XI, l'orientació racionalista dels intel·lectuals de les ciutats, l'estudi dels clàssics i la traducció de tractats de ciència àrabs van fer recuperar l'interès per comprendre el món. La ciència tornava a estar de moda i els comtats catalans eren un dels centres culturals més importants de la cristiandat com a porta d'entrada del saber de l'Al-Àndalus. L'Església recelava d'aquests canvis, ja que veia com el pensament d'Aristòtil servia de guia per a estudiosos i alumnes, i com la majoria del saber provenia d'un poble infidel, i per tant, enemic. Però va ser gràcies a aquests coneixements que Europa va fer un pas de gegant per entendre i explicar els fenòmens naturals. L'Església no va tenir més remei que adaptar-se als nous corrents de pensament, i a una filosofia, l'escolàstica, que utilitzava la dialèctica i la raó per aproximar-se a la fe i al món natural.

### Ciència islàmica
Els àrabs van actuar de pont entre Orient i Occident a través de les seves traduccions de documents antics i els seus experiments, atès que el territori de domini islàmic abastava una part de l'Àsia (incloent-hi l'Imperi Romà d'Orient), el Magrib i part d'Europa, especialment la zona de l'Àndalus. Es creu que Ibn al-Hàytham, amb els seus tractats sobre òptica, va ser el primer científic segons la concepció moderna del terme. Al món islàmic van sorgir conceptes com la revisió per pars i l'adopció sistemàtica del sistema decimal, base indispensable per al càlcul complex. El concepte d'algorisme es deu també als musulmans, així com l'auge de l'alquímia i la trigonometria.
Un dels invents més destacats va ser l'astrolabi, que va contribuir al desenvolupament de l'astronomia i la navegació. Això va impulsar la cartografia i el contacte amb altres pobles, nodrint-se de les aportacions de diferents cultures. En el camp de la medicina, van perfeccionar els instruments quirúrgics i les descripcions del cos humà.

### Ciència xinesa
Els xinesos van inventar la pólvora i partir d'ella coets i armes que posteriorment passarien a Occident. També van inventar el rellotge mecànic i la càmera fosca (clau per a la fotografia). Van ser els primers a explicar de manera convincent fenòmens com l'Arc de Sant Martí o que la lluna era un cos esfèric. Un dels noms més destacats és el de Shen Kuo, qui va aventurar hipòtesis com la del canvi climàtic.

## Renaixement
Amb el Renaixement es viu una veritable revolució científica, amb un acostament a la tècnica a l'enginyeria mecànica, l'òptica, anatomia i cartografia, i els tècnics comencen a escriure llibres i interessar-se per les qüestions teòriques. Es qüestionen alguns dels dogmes religiosos i se sotmet l'estudi de l'entorn a la raó. Les noves idees es difonen més ràpidament gràcies a l'augment dels intercanvis comercials, l'auge de les ciutats i la invenció de la impremta a Europa, qui agafa el lideratge en recerca. La revolució científica va començar el segle xvi amb les matemàtiques, l'astronomia i l'anatomia d'Andreas Vesal, seguint al segle següent amb la mecànica i l'òptica.
La Terra ja no es considera el centre de l'univers, sinó el sol (heliocentrisme) i a més a més canvia la percepció del planeta, que s'eixampla gràcies al'Era de l'exploració, com l'arribada de Cristòfol Colom a Amèrica o les rutes africanes. Les lleis de Newton expliquen com funcionen les forces que regeixen la Terra i el cosmos, que es pot observar millor amb el nou telescopi.

## Il·lustració
La Il·lustració es va difondre per Europa i Amèrica del Nord des dels darrers dies de la Revolució Científica dels segles xvi i XVII fins aproximadament al segle xix, després de la Revolució Francesa (1789) i l'època napoleònica (1799-1815). La revolució científica va veure la creació de les primeres societats científiques, l'auge del copernicanisme i el desplaçament de la filosofia natural aristotèlica i de l'antiga doctrina mèdica de Galè. Al segle xviii, l'autoritat científica va començar a desplaçar l'autoritat religiosa i les disciplines de l'alquímia i l'astrologia van perdre credibilitat científica.
Tot i que la Il·lustració no es una doctrina específica o un conjunt de dogmes, la ciència va tenir un paper principal en el discurs i el pensament de la Il·lustració. Molts escriptors i pensadors de la Il·lustració tenien antecedents en ciències i van associar l'avenç científic amb el derrocament de la religió i l'autoritat tradicional en favor del desenvolupament de la llibertat d'expressió i de pensament. A grans trets, la ciència de la Il·lustració valorava molt l'empirisme i el pensament racional i estava integrada amb l'ideal il·lustrat d'avanç i progrés. Com passa amb la majoria de punts de vista de la Il·lustració, els beneficis de la ciència no es veien universalment; Jean-Jacques Rousseau va criticar les ciències per distanciar l'home de la natura i no per fer la gent més feliç.
La ciència durant la Il·lustració estava dominada per societats científiques permanents i les seves revistes acadèmiques, que havien substituït en gran manera les universitats com a centres de recerca i desenvolupament científics i van ser l'eix vertebrador de la maduració de la professió científica. Un altre desenvolupament important va ser la popularització de la ciència entre una població cada vegada més alfabetitzada. Els filòsofs van introduir al públic moltes teories científiques, sobretot a través de l'Enciclopèdia i la popularització del newtonianisme per part de Voltaire i per Émilie du Châtelet, la traductora francesa de Principia Mathematica de Newton. Alguns historiadors han marcat el segle xviii com un període sord a la història de la ciència; el desenvolupament de la taxonomia biològica; una nova comprensió del magnetisme i l'electricitat; i la maduració de la química com a disciplina, que va establir els fonaments de la química moderna.
Basant-se en les obres de Newton, Descartes, Pascal i Leibniz, el camí era ara clar per al desenvolupament de les matemàtiques, la física i la tecnologia modernes per la generació de Benjamin Franklin, Leonhard Euler, Mikhail Lomonosov i Jean le Rond d'Alembert. L'Enciclopèdia de Denis Diderot, publicada entre 1751 i 1772, va aportar aquesta nova comprensió a un públic més ampli. L'impacte d'aquest procés no es va limitar a la ciència i la tecnologia, sinó que va afectar la filosofia (Immanuel Kant, David Hume), la religió (l'impacte cada vegada més significatiu de la ciència sobre la religió) i la societat i la política en general (Adam Smith, Voltaire).

### Revolució científica
La revolució científica es produí a l'Europa Occidental, representada en l'astronomia pel pas del tradicional sistema ptolemaic geocèntric a l'innovador model heliocèntric revifat per Nicolau Copèrnic i la Revolució de Copèrnic que va ser seguida pel primer model de moviment planetari conegut donat per Johannes Kepler a principis del segle xvii, que proposava que els planetes seguissin òrbites el·líptiques, amb el Sol en un dels focus de l'el·lipse, el càlcul i mecànica d'Isaac Newton, que el 1687 va publicar el Philosophiae Naturalis Principia Mathematica, que va marcar un punt d'inflexió en la història de la ciència detallant dues teories físiques completes i reeixides: les lleis del moviment de Newton, que van conduir a la mecànica clàssica; i la llei de la gravitació universal de Newton, que descriu la força fonamental de la gravetat. La química es va per Robert Boyle en la seva obra El Químic Escèptic del 1661, l'obra fundacional de la química moderna diferenciant-la de l'alquímia, tot i que la tradició alquímica va continuar durant un temps després de la seva obra. Altres passos importants van incloure les pràctiques experimentals gravimètriques de químics mèdics com William Cullen, Joseph Black, Torbern Bergman i Pierre Macquer i a través del treball d'Antoine Lavoisier sobre l'oxigen i la llei de conservació de la massa, que va refutar la teoria del flogist. La química moderna va sorgir del segle xvi al XVIII a través de les pràctiques i teories materials promogudes per l'alquímia, la medicina, la fabricació i la mineria.
William Harvey va publicar De Motu Cordis el 1628, que va revelar les seves conclusions basant-se en els seus amplis estudis sobre els sistemes circulatoris dels vertebrats, identificant el paper central del cor, les artèries i les venes en la producció de moviment sanguini en un circuit i no va trobar cap confirmació de les nocions preexistents de Galé de funcions de calefacció i refrigeració. La història de la primera biologia i medicina moderna s'explica sovint a través de la recerca de la seu de l'ànima.
La geologia no va patir una reestructuració sistemàtica durant la Revolució Científica, sinó que existia com un núvol d'idees aïllades i desconnectades sobre roques, minerals i formes de relleu molt abans que es convertís en una ciència coherent. Robert Hooke va formular una teoria dels terratrèmols i va argumentar que els fòssils eren les restes de criatures que havien viscut. Niels Stensen va desenvolupar Principi de superposició d'estrats. A partir de la Teoria Sagrada de la Terra de Thomas Burnet el 1681, els filòsofs naturals van començar a explorar la idea que la Terra havia canviat amb el pas del temps. Burnet i els seus contemporanis van interpretar el passat de la Terra en termes d'esdeveniments descrits a la Bíblia, però el seu treball va establir les bases intel·lectuals per a interpretacions seculars de la història de la Terra.

### Post Revolució científica
A finals del segle xviii, el metge italià Luigi Galvani es va interessar en el camp de l'electricitat mèdica, que havia sorgit a mitjans de segle després de les investigacions elèctriques i del descobriment dels efectes de l'electricitat sobre el cos humà, i va comprendre que l'impuls darrere del moviment muscular era l'energia elèctrica transportada per un líquid (ions) i no l'aire o el fluid, com en les teories anteriors dels globus aerostàtics. Als Galvanis se'ls atribueix el descobriment de la bioelectricitat.
La geologia moderna, com la química moderna, va evolucionar gradualment durant els segles XVIII i principis del XIX. Benoît de Maillet i el comte de Buffon van veure la Terra molt més antiga que els 6.000 anys previstos pels erudits bíblics. Étienne Guettard i Nicolas Desmarest van fer excursions pel centre de França i van registrar les seves observacions en alguns dels primers mapes geològics. Ajudats per l'experimentació química, naturalistes com l'escocès John Walker, el suec Torbern Bergman i l'alemany Abraham Gottlob Werner van crear sistemes integrals de classificació per a roques i minerals, un èxit col·lectiu que va transformar la geologia en un camp d'avantguarda a finals del segle xviii. Aquests primers geòlegs també van proposar una interpretació generalitzada de la història de la Terra que va portar James Hutton, Georges Cuvier i Alexandre Brongniart, seguint els passos de Steno, a argumentar que les capes de roca podrien datar-se pels fòssils que contenien: un principi aplicat primer a la geologia de la conca de París. L'ús de fòssils índexs es va convertir en una poderosa eina per elaborar mapes geològics, ja que va permetre als geòlegs correlacionar les roques d'una localitat amb les d'edat similar en altres localitats distants.
La investigació d'Adam Smith sobre la naturalesa i les causes de la riquesa de les nacions, publicada el 1776 és la base de l'economia moderna. Smith va criticar el mercantilisme, defensant un sistema de lliure comerç amb divisió del treball.
L'antropologia es pot entendre millor com un desenvolupament de l'època de la Il·lustració. Va ser durant aquest període que els europeus van intentar estudiar sistemàticament el comportament humà. Les tradicions de jurisprudència, història, filologia i sociologia es van desenvolupar durant aquest temps i van informar sobre el desenvolupament de les ciències socials de les quals formava part l'antropologia.

## Segle XIX
El segle XIX va veure néixer la ciència com a professió. William Whewell havia encunyat el terme científic el 1833, que aviat va substituir el terme més antic filòsof natural.
En física, el comportament de l'electricitat i el magnetisme van ser estudiats per Giovanni Aldini, Alessandro Volta, Michael Faraday, Georg Ohm i altres. Els experiments, les teories i els descobriments de Michael Faraday, André-Marie Ampère, James Clerk Maxwell i els seus contemporanis van conduir a la unificació dels dos fenòmens en una única teoria de l'electromagnetisme tal com es descriu a les equacions de Maxwell. La termodinàmica va conduir a una comprensió de la calor i es va definir la noció d'energia.
En astronomia, els avenços en astronomia i sistemes òptics van donar lloc a la primera observació d'un asteroide (Ceres) el 1801 i al descobriment de Neptú el 1846. El 1925, Cecilia Payne-Gaposchkin va determinar que les estrelles estaven compostes principalment d'hidrogen i heli. L'astrònom Henry Norris Russell la va dissuadir de publicar aquesta troballa en la seva tesi doctoral a causa de la creença generalitzada que les estrelles tenien la mateixa composició que la Terra. Tanmateix, quatre anys després, el 1929, Henry Norris Russell va arribar a la mateixa conclusió mitjançant diferents raonaments i el descobriment va ser finalment acceptat.
En matemàtiques, la noció de nombres complexos finalment va dur a una teoria analítica posterior i es van començar a utilitzar nombres hipercomplexos. Karl Weierstrass i altres van realitzar l'aritmetització de l'anàlisi de funcions de variables reals i complexes. També es va produir un nou progrés en geometria més enllà de les teories clàssiques d'Euclides, després d'un període de gairebé dos mil anys. La ciència matemàtica de la lògica també va tenir avenços revolucionaris després d'un llarg període d'estancament similar. Però el pas més important de la ciència en aquest moment eren les idees formulades pels creadors de la ciència elèctrica. El seu treball va canviar el rostre de la física i va fer possible que apareguessin noves tecnologies com l'energia elèctrica, la telegrafia elèctrica, el telèfon i la ràdio.
John Dalton el 1808 va descriure la teoria atòmica que diu que tota la matèria està formada per àtoms, que són els components més petits de la matèria que no es poden descompondre sense perdre les propietats químiques i físiques bàsiques d'aquesta matèria, tot i que va trigar cent anys en ser demostrat. Dalton també va formular la llei de les relacions de masses. El 1869, Dmitri Mendeleev va compondre la primera taula periòdica d'elements sobre la base dels descobriments de Dalton. La síntesi d'urea per Friedrich Wöhler va obrir un nou camp de recerca, la química orgànica, i a finals de segle, els científics van ser capaços de sintetitzar centenars de compostos orgànics. A finals de segle es va produir l'explotació dels productes petroquímics de la Terra, després de l'esgotament del subministrament de l'oli de la caça de balenes. Al segle xx, la producció sistemàtica de materials refinats proporcionaria un subministrament de productes que proporcionaven no només energia, sinó també materials sintètics per a la roba, la medicina i els recursos d'un sol ús. L'aplicació de les tècniques de química orgànica a organismes vius va donar lloc a la química fisiològica, precursora de la bioquímica.
Durant la primera meitat del segle xix, geòlegs com Charles Lyell, Adam Sedgwick i Roderick Murchison van aplicar la nova tècnica a les roques de tot Europa i l'est d'Amèrica del Nord, creant mapes detallats, i a mitjans de segle, el focus de la geologia va passar de la descripció i la classificació als intents de comprendre com havia canviat la superfície de la Terra. Durant aquest període es van proposar les primeres teories integrals sobre la construcció de muntanyes, així com les primeres teories modernes sobre terratrèmols i volcans. Louis Agassiz i altres van determinar èpoques glacials i "fluvialistes" com Andrew Crombie Ramsay van argumentar que les valls dels rius es van formar, durant milions d'anys, pels rius que els travessen. Després del descobriment de la radioactivitat, es van desenvolupar mètodes de datació radiomètrica al segle xx. La teoria d'Alfred Wegener de la deriva continental va ser àmpliament rebutjada quan la va proposar a la dècada de 1910, però les noves dades recollides en la dècada de 1950 i la dècada de 1960 van conduir a la teoria de la tectònica de plaques, que va proporcionar un mecanisme plausible per a la deriva dels continents. La tectònica de plaques també va proporcionar una explicació unificada per a una àmplia gamma de fenòmens geològics aparentment no relacionats i des de 1970 serveix com a principi unificador en geologia.
Potser la teoria més important, controvertida i de gran abast de tota la ciència ha estat la teoria de l'evolució per selecció natural, que va ser formulada independentment per Charles Darwin i Alfred Wallace. Es va descriure detalladament al llibre de Darwin L'origen de les espècies, publicat el 1859, en què proposa que les característiques de tots els éssers vius, inclosos els humans, estan conformades per processos naturals durant llargs períodes. La teoria de l'evolució en la seva forma actual afecta gairebé totes les àrees de la biologia. Per separat, Gregor Mendel va formular els principis de l'herència el 1866, que es van convertir en la base de la genètica moderna.
Louis Pasteur va ser capaç de vincular microorganismes amb malalties, revolucionant la medicina, va fer la primera vacuna contra la ràbia, el procés de pasteurització, per ajudar a prevenir la propagació de malalties a través de la llet i altres aliments, i molts descobriments en el camp de la química, inclosa l'asimetria dels cristalls. El 1847, el metge hongarès Ignaz Semmelweis va reduir dràsticament la taxa de mortalitat per sèpsia puerperal mitjançant la recomanació als obstetres que es rentessin les mans amb una solució de calç clorurada abans d'atendre els parts. Aquest descobriment va ser anterior a la teoria microbiana de la malaltia i els descobriments de Semmelweis no van ser apreciats pels seus contemporanis. El rentat de mans només es va utilitzar amb els descobriments del cirurgià britànic Joseph Lister, que el 1865 va demostrar els principis de l'antisèpsia basant-se en els treballs de Louis Pasteur.
Karl Marx va desenvolupar una teoria econòmica alternativa, anomenada economia marxista. L'economia marxiana es basa en la teoria del valor treball i assumeix que el valor del bé es basa en la quantitat de treball necessària per produir-lo. Sota aquest axioma, el capitalisme es basava en què els empresaris no pagaven el valor total del treball dels treballadors per crear beneficis. L'Escola Austríaca va respondre a l'economia marxista veient l'emprenedoria com a motor del desenvolupament econòmic. Això va substituir la teoria laboral del valor per un sistema d'oferta i demanda.
La psicologia com a empresa científica independent de la filosofia va començar el 1879 quan Wilhelm Wundt va fundar el primer laboratori dedicat exclusivament a la investigació psicològica a Leipzig. Entre els primers col·laboradors importants del camp hi ha Hermann Ebbinghaus, pioner en estudis de memòria, Ivan Pavlov, que va descobrir el condicionament clàssic, William James i Sigmund Freud. La influència de Freud ha estat enorme, encara que més com a icona cultural que com a força de la psicologia científica.
La sociologia moderna va sorgir a principis del segle xix com la resposta acadèmica a la modernització del món. Entre molts dels primers sociòlegs com Émile Durkheim, l'objectiu de la sociologia era l'estructuralisme, entendre la cohesió dels grups socials i desenvolupar un "antídot" contra la desintegració social. Max Weber estava preocupat per la modernització de la societat a través del concepte de racionalització, que creia que atraparia els individus en una "gàbia de ferro" del pensament racional. Alguns sociòlegs, inclosos Georg Simmel i William Edward Burghardt Du Bois, van utilitzar anàlisis qualitatives més microsociològiques. Aquest enfocament de micronivell va tenir un paper important en la sociologia nord-americana, amb les teories de George Herbert Mead i el seu estudiant Herbert Blumer que van donar lloc a la creació de l'enfocament d'interaccionisme simbòlic de la sociologia. En particular, només Auguste Comte, va il·lustrar amb la seva obra el pas d'una etapa teològica a una metafísica i, d'aquesta, a una etapa positiva. Comte es va ocupar de la classificació de les ciències, així com del trànsit de la humanitat cap a una situació de progrés atribuïble a un reexamen de la natura segons l'afirmació de la "socialitat" com a base de la societat científicament interpretada.
El romanticisme va remodelar la ciència obrint noves activitats inesperades en els enfocaments clàssics de la Il·lustració. La decadència del romanticisme es va produir perquè un nou moviment, el positivisme, va començar a apoderar-se dels ideals dels intel·lectuals entre el 1840 i el 1880 aproximadament. Al mateix temps, la reacció romàntica a la Il·lustració va produir pensadors com Johann Gottfried Herder i més tard Wilhelm Dilthey, el treball del qual va constituir la base del concepte de cultura que és central per a la disciplina. Tradicionalment, gran part de la història del subjecte es basava en les trobades colonials entre Europa occidental i la resta del món, i gran part de l'antropologia dels segles xviii i xix ara es classifica com a racisme científic. A finals del segle xix es van produir disputes per l'"estudi de l'home" entre les de persuasió "antropològica" (basant-se en tècniques antropomètriques) i les de persuasió "etnològica" (mirant les cultures i les tradicions), i aquestes distincions es van convertir en part de la divisió posterior entre antropologia física i antropologia cultural, aquesta última iniciada pels estudiants de Franz Boas.

## Segle XX
El començament del segle xx va provocar l'inici d'una revolució en física, demostrant-se que les teories de Newton no eren correctes en totes les circumstàncies. A partir del 1900, Max Planck, Albert Einstein, Niels Bohr i altres van desenvolupar teories quàntiques per explicar diversos resultats experimentals anòmals, introduint nivells d'energia discrets. La mecànica quàntica no només va demostrar que les lleis del moviment no es mantenien a escales petites, sinó que la teoria de la relativitat general, proposada per Einstein el 1915, va mostrar que el fons fix de l'espaitemps, del qual depenien tant la mecànica newtoniana com la relativitat especial, podien no existeix. El 1925, Werner Heisenberg i Erwin Schrödinger van formular la mecànica quàntica, que explicava les teories quàntiques precedents. L'observació d'Edwin Hubble el 1929 que la velocitat a la qual les galàxies retrocedeixen es correlaciona positivament amb la seva distància, va fer comprendre que l'univers s'està expandint i la formulació de la teoria del big-bang per Georges Lemaître. Actualment, la relativitat general i la mecànica quàntica són incompatibles entre si i s'estan realitzant esforços per unificar els dos.
El 1938 Otto Hahn i Fritz Strassmann van descobrir la fissió nuclear amb mètodes radioquímics i el 1939 Lise Meitner i Otto Robert Frisch van escriure la primera interpretació teòrica del procés de fissió, que posteriorment van millorar Niels Bohr i John Archibald Wheeler. Durant la Segona Guerra Mundial es van produir nous desenvolupaments, que van conduir a l'aplicació pràctica del radar i al desenvolupament i ús de la bomba atòmica. En aquesta època, Chien-Shiung Wu va ser reclutat pel Projecte Manhattan per ajudar a desenvolupar un procés per separar l'urani metall en isòtops U-235 i U-238 per difusió gasosa. Va ser una experimentadora experta en desintegració beta i física de la interacció feble. Wu va dissenyar un experiment que va permetre als físics teòrics Tsung-Dao Lee i Chen Ning Yang refutar la llei de la paritat de manera experimental, guanyant-los un premi Nobel el 1957. Tot i que el procés havia començat amb la invenció del ciclotró per Ernest O. Lawrence a la dècada de 1930, la física de la postguerra va entrar en una fase del que els historiadors han anomenat "Big Science", que requeria màquines massives, pressupostos i laboratoris per tal de prova les seves teories i passa a noves fronteres. El patró principal de la física es va convertir en els governs estatals, que van reconèixer que el suport de la investigació "bàsica" sovint podia conduir a tecnologies útils tant per a aplicacions militars com industrials.
George Gamow, Ralph Asher Alpher i Robert Herman havien calculat que hauria d'haver-hi evidències d'un big-bang a la temperatura de fons de l'univers. El 1964, Arno Penzias i Robert Wilson van descobrir un xiulet de fons de 3 Kelvin al seu radiotelescopi Bell Labs, que era una prova d'aquesta hipòtesi, i va constituir la base d'un nombre de resultats que van ajudar a determinar l'edat de l'univers.
Els astrònoms de la Terra van observar la supernova SN 1987A visualment i en un triomf de l'astronomia de neutrins, mitjançant els detectors solars de neutrins de Kamiokande. Però el flux de neutrins solars era una fracció del seu valor teòricament esperat. Aquesta discrepància va obligar a canviar alguns valors del model estàndard per a la física de partícules.
A principis del segle xx, l'estudi de l'herència es va convertir en una investigació important després del redescobriment el 1900 de les lleis de l'herència desenvolupades per Gregor Mendel. El segle xx també va suposar la integració de la física i la química, amb propietats químiques explicades com a resultat de l'estructura electrònica de l'àtom. Linus Pauling va utilitzar els principis de la mecànica quàntica per deduir angles d'enllaç en molècules cada vegada més complicades, i el seu treball va culminar amb el modelatge físic de l'ADN. El mateix any, l'experiment de Miller-Urey va demostrar en una simulació de processos primordials, que els aminoàcids simples, components bàsics de les proteïnes, podien ser construïts a partir de molècules més simples, iniciant dècades d'investigació sobre els orígens químics de la vida. El 1953, James D. Watson i Francis Crick van aclarir l'estructura bàsica de l'ADN, el material genètic per expressar la vida en totes les seves formes, basant-se en l'obra de Maurice Wilkins i Rosalind Franklin, van suggerir que l'estructura de l'ADN era una doble hèlix. A finals del segle xx, les possibilitats de l'enginyeria genètica es van fer pràctiques per primera vegada, i el 1990 es va iniciar el Projecte Genoma Humà, un massiu esforç internacional per traçar un genoma humà sencer. La disciplina de l'ecologia sol originar-se en la síntesi de l'evolució darwiniana i la biogeografia humboldtiana, a finals del segle xix i principis del XX. Tanmateix, la microbiologia i la ciència del sòl van tenir una importància igual en l'ascens de l'ecologia, particularment el concepte de cicle de vida, destacat en l'obra Louis Pasteur i Ferdinand Cohn. La paraula ecologia va ser encunyada per Ernst Haeckel, la visió particularment holística de la natura en general (i la teoria de Darwin en particular) va ser important en la difusió del pensament ecològic. A la dècada de 1930, Arthur Tansley i altres van començar a desenvolupar el camp de l'ecologia dels ecosistemes, que combinava la ciència experimental del sòl amb els conceptes fisiològics de l'energia i les tècniques de biologia de camp.
La comprensió de les neurones i el sistema nerviós va ser cada vegada més precisa i molecular durant el segle xx. El 1952, Alan Lloyd Hodgkin i Andrew Huxley van presentar un model matemàtic per a la transmissió de senyals elèctrics a les neurones de l'axó gegant d'un calamar, que van anomenar "potencials d'acció", i com s'inicien i es propaguen, conegut com el Model Hodgkin–Huxley. El 1961–1962, Richard FitzHugh i J. Nagumo van simplificar Hodgkin–Huxley, en el que s'anomena el model FitzHughNagumo. El 1962, Bernard Katz va modelar la neurotransmissió a través de l'espai entre neurones conegudes com a sinapsi. A partir del 1966, Eric Kandel i els seus col·laboradors van examinar els canvis bioquímics en les neurones associades a l'aprenentatge i l'emmagatzematge de memòria a Aplysia. El 1981 Catherine Morris i Harold Lecar van combinar aquests models amb el model Morris-Lecar. Aquest treball cada vegada més quantitatiu va donar lloc a nombrosos models de neurones biològiques i models de càlcul neuronal. Es va començar a reconèixer la neurociència com una disciplina acadèmica diferent per si mateixa. Eric Kandel i els seus col·laboradors han citat a David Rioch, Francis O. Schmitt i Stephen Kuffler com a protagonistes fonamentals en l'establiment del camp.
L'àmbit de la geologia va engrandir-se amb la tectònica de plaques, els estudis geofísics de l'interior de la Terra, l'agrupació de geologia, meteorologia i oceanografia com a ciències de la terra i les comparacions de la Terra i els altres planetes rocosos del sistema solar.
En ciències polítiques, l'estudi de la ideologia, el comportament i les relacions internacionals va conduir a una multitud de subdisciplines com teoria de l'elecció racional, teoria del vot, teoria de jocs (també s'utilitza en economia), psefologia, geopolítica, sociologia política, economia política, anàlisi de polítiques, administració pública, anàlisi política comparada i estudis de pau / anàlisi de conflictes.
En economia, John Maynard Keynes va provocar una divisió entre microeconomia i macroeconomia als anys vint. Sota l'economia keynesiana, les tendències macroeconòmiques poden aclaparar les decisions econòmiques preses per les persones. Els governs haurien de promoure la demanda agregada de béns com a mitjà per afavorir l'expansió econòmica. Després de la Segona Guerra Mundial, Milton Friedman va crear el concepte de monetarisme. El monetarisme se centra a utilitzar l'oferta i la demanda de diners com a mètode per controlar l'activitat econòmica. A la dècada de 1970, el monetarisme s'ha adaptat a l'economia del costat de l'oferta, que defensa la reducció d'impostos com a mitjà per augmentar la quantitat de diners disponibles per a l'expansió econòmica. Altres escoles modernes de pensament econòmic són la nova economia clàssica i la nova economia keynesiana. La nova economia clàssica es va desenvolupar als anys 70, fent èmfasi en la microeconomia sòlida com a base per al creixement macroeconòmic. La nova economia keynesiana es va crear parcialment en resposta a la nova economia clàssica i tracta de com les ineficiències en el mercat creen una necessitat de control per part d'un banc o govern central.
La psicologia del segle xx va veure un rebuig de les teories de Freud com a massa poc científiques i una reacció contra l'enfocament atomista de la ment d'Edward Titchener. Això va conduir a la formulació del conductisme per John B. Watson, que va ser popularitzada per B.F. Skinner. El conductisme proposava limitar epistemològicament l'estudi psicològic a un comportament obert, ja que es podia mesurar de manera fiable. El coneixement científic de la "ment" es considerava massa metafísic, per tant impossible d'aconseguir. Les darreres dècades del segle xx han vist créixer la ciència cognitiva, que considera la ment com una vegada més un tema d'investigació, utilitzant les eines de psicologia, lingüística, informàtica, filosofia i neurobiologia. Els nous mètodes de visualització de l'activitat del cervell, com ara les exploracions PET i les exploracions CAT, també van començar a exercir la seva influència, cosa que va portar alguns investigadors a investigar la ment investigant el cervell, en lloc de la cognició. Aquestes noves formes d'investigació assumeixen que és possible una comprensió àmplia de la ment humana i que aquesta comprensió es pot aplicar a altres dominis de recerca, com la intel·ligència artificial. La teoria evolutiva es va aplicar al comportament i es va introduir a l'antropologia i la psicologia a través de les obres de l'antropòleg cultural Napoleon Chagnon i E.O. Wilson. El llibre de Wilson Sociobiology: The New Synthesis va discutir com els mecanismes evolutius van configurar els comportaments de tots els organismes vius, inclosos els humans. Dècades més tard, John Tooby i Leda Cosmides desenvoluparien la disciplina de la psicologia evolutiva.
La sociologia nord-americana dels anys quaranta i cinquanta va estar dominada en gran part per Talcott Parsons, que va argumentar que els aspectes de la societat que promovien la integració estructural eren "funcionals". Aquest enfocament del funcionalisme estructural es va posar en dubte als anys seixanta, quan els sociòlegs van veure aquest enfocament com una simple justificació de les desigualtats presents en l'statu quo. Com a reacció, es va desenvolupar la teoria del conflicte, que es basava en part en les filosofies de Karl Marx. Els teòrics dels conflictes veien la societat com un escenari en què diferents grups competeixen pel control dels recursos. L'interaccionisme simbòlic també es va considerar com a central del pensament sociològic. Erving Goffman va veure les interaccions socials com una representació escènica, amb individus que preparaven el "backstage" i intentaven controlar el seu públic mitjançant la gestió de les impressions. Tot i que aquestes teories són actualment importants en el pensament sociològic, existeixen altres enfocaments, inclosa la teoria feminista, el postestructuralisme, la teoria de l'elecció racional i el postmodernisme.
A mitjans del segle xx, gran part de les metodologies dels estudis antropològics i etnogràfics anteriors es van tornar a avaluar amb una mirada cap a l'ètica de la investigació, mentre que al mateix temps l'àmbit de la investigació s'ha ampliat molt més enllà de l'estudi tradicional de les "cultures primitives".

## Segle XXI
El 4 de juliol de 2012, físics que treballaven al Gran Col·lisionador d'Hadrons de l'Organització Europea per a la Recerca Nuclear van anunciar que havien descobert una nova partícula subatòmica molt semblant al bosó de Higgs, una clau potencial per entendre per què les partícules elementals tenen massa i, de fet, per a l'existència de diversitat i vida a l'univers. De moment, alguns físics l'anomenen partícula "semblant a Higgs". Peter Higgs era un dels sis físics que treballava en tres grups independents que, el 1964, van inventar la noció del camp de Higgs. Els altres eren Tom Kibble de l'Imperial College de Londres; Carl Hagen de la Universitat de Rochester; Gerald Guralnik de la Brown University; i François Englert i Robert Brout, tots dos de la Universitat lliure de Brussel·les.

## Historiadors de la ciència destacats
- Isaac Asimov
- José Babini
- Mario Bunge
- Georges Canguilhem
- Bernard Cohen
- Alistair Cameron Crombie
- Pierre Duhem
- Paul Karl Feyerabend
- Stanley L. Jaki
- Alexandre Koyré
- Thomas Kuhn
- Imre Lakatos
- Karl Popper
- Julio Rey Pastor
- José Maria López Piñero
- George Sarton
- Michel Serres
- René Taton